# Götzens
Götzens est une commune du district d'Innsbruck-Land, au Tyrol (Autriche), située à environ 7 km au sud-ouest de la ville d'Innsbruck.

## Démographie
| 1869 | 1880 | 1890 | 1900 | 1910 | 1923 | 1934 | 1939 | 1951  |
| ---- | ---- | ---- | ---- | ---- | ---- | ---- | ---- | ----- |
| 695  | 683  | 675  | 652  | 686  | 677  | 810  | 857  | 1 018 |

| 1961  | 1971  | 1981  | 1991  | - | - | - | - | - |
| ----- | ----- | ----- | ----- | - | - | - | - | - |
| 1 249 | 2 090 | 2 734 | 3 261 | - | - | - | - | - |

## Curiosités
Très belle église de pèlerinage Saint-Pierre et Saint-Paul, de style baroque, au centre du village. Sous l'autel principal, urne en or contenant les cendres du bienheureux Otto Neururer.

## Personnalités liées à Götzens
- Josef Abenthung (1779-1860), compositeur et organiste, naît et meurt à Götzens.